# Jeppe Andersen
Jeppe Andrup Andersen, född 6 december 1992, är en dansk fotbollsspelare som spelar för Silkeborg IF.

## Karriär
Den 30 juni 2017 värvades Andersen av Hammarby IF, där han skrev på ett treårskontrakt. Den 17 juli 2017 gjorde Andersen allsvensk debut i en 3–0-förlust mot IF Elfsborg, där han blev inbytt i halvlek mot Jiloan Hamad.
I september 2021 fick han avgå som lagkapten till förmån för Darijan Bojanić.
I januari 2023 värvades Andersen av norska Sarpsborg 08, där han skrev på ett treårskontrakt.